# Одриси
Одрисите (на старогръцки: Οδρύσαι; на латински: Odrises, odrisis, odrysae, odrysii, odrusai) са тракийско племе, населяващо земите в границите, простиращи се от завоя на река Тонзос при Кабиле до долното течение на река Хеброс (Марица) при Ускудама през V век пр.н.е. до VI век сл. Хр. В изворите одрисите се споменават с това име, докато имат своя държава до I в. сл. Хр., но през римското владичество I – VI век в тези земи основният етноним на местното население е траки. Свидетелството на ранновизантийския ритор Химерий за това, че в тези земи имало тракийски велможи (аристократи), които извеждали произхода си от древните одриски царе, говори, че самосъзнанието за принадлежност на етнонима „одриси“ е бил жив, поне до идването на славяните през VI в. сл. Хр.

## Извори
Сведения за одрисите се съдържат още в Омировия епос. Те първи сред тракийските племена образуват своя трайна държава – Одриското царство, която съществувала от V в. пр. Хр до I в. сл. Хр. и се разпростирала на пространствата на днешна България, Северозападна Турция и северните части на Гърция.
За тях дава сведения и Херодот във връзка с похода на Дарий I срещу скитите, когато персийският владетел преминава през обитаваните от тях земи.
Тукидид също споменава одрисите и техните военнополитически проявления.
Одрисите и град Одриса се споменава в епитомето на ранновизантийския географ Стефан Византийски, живял през VI в. по времето на император Юстиниан I Велики (527 – 565).

## Одриска държава
Високата степен на развитие и организация на одрисите ги обвързва с по-усложнени обществени и държавни образувания, далече надхвърлящи границите на племенното им обединение. При Терес I държавното обединение на одрисите започва да обхваща земите от устието на река Истър (Дунав) до водосборната област на реките Тунджа, Арда и Марица, и от там на изток и югоизток до хинтерланда (околностите) на елинските (т.нар. „гръцки“) поселения. Терес I се счита за основател на Одриската държава с главен град Одрюза (дн. Пловдив) или Ускудама (дн. Одрин). Той бива наследен от Спарадок (ок. 50-те-40-те години на V в. пр. Хр.) и Ситалк (ок. 40-те години на V в. пр. Хр. – 424 г. пр. Хр.). Спарадок затвърждава постигнатото, укрепва политически държавата и спомага за нейната трайност. Името на Ситалк се свързва с някои териториални разширения по Горна Струма и Софийското поле. Държавата на одрисите достига най-голям разцвет по време на управлението именно на Ситалк.
По времето на Севт I (434 – ок. 408/407 пр.н.е.) се стига до промяна във външнополитическата насоченост на държавата с цел овладяване на Тракийския Херсонес (Галиполския п-в). Управлението на Севт I е последвано от това на Медок I (407 – 386 пр.н.е.) Севт II (330 – 300 пр.н.е.), и Котис I (383 – 359 пр.н.е). При Котис I Одриската държава достига своя най-голям възход. Този успех обаче се оказва краткотраен. Към средата на IV в. Пр. Хр държавата губи своя военнополитически подем, като се оказва в състояние на социална и политическа пропаст.
Наследникът на Котис I, Керсеблепт (359 – 341 г. пр. Хр.) не съумява да запази извоюваните позиции, военнополитически подем и единство, като се стига до разпадане на Одриското царство и обособяването на отделни области, в които управляват отделни владетели. Владенията на Керсеблепт остават в земите на изток от река Хеброс (Марица). В земите между река Хеброс и река Нестос управители са Амадок (359 – 351 г. пр. Хр.) и Терес (351 – 341 г. пр. Хр.). Между река Нестос и река Стримон (Струма) – Берисад, а впоследствие – и синът на Керсеблепт – Кетрипор.
Нараставащата мощ на македоните поражда нуждата от вземането на ответни мерки. Тракийската съпротива е сломена едва през 342 – 339 г. пр. Хр. Одрисите претърпяват загуба от Филип II Македонски и това намалява мощта на царството. Една част от старите тракийски селища са превърнати в градове от елинистичен тип, а в Тракия като важни центрове се обособяват Филипополис, а впоследствие и Кабиле. Назначени за управители са стратези.
Независимо от установяването на македонското присъствие, основите на Одриската държава и нейния династичен дом продължават да съществуват. По времето на Севт III (330 пр.н.е. – 300 пр.н.е.) държавата успява да се укрепи, но настъпилата криза в целия елински свят през III в. пр. Хр. дава своето отражение и по отношение на Тракия. Нараства броят на династическите домове и местните царства. Увеличава се децентрализацията в държавата. Отслабването ѝ е съпроводено и от придвижването на келтски етнически елементи, причина за раздвижването на племената на Балканския полуостров.
Впоследствие съдбата на Одриската държава е повлияна от развитието на римските завоевания. Държавата организира съюзи, за да се справи с римското нашествие. Не се подценява и ролята на дипломацията. В тази връзка одриският владетел Котис установява приятелски отношения с Филип V, а впоследствие и със сина му Персей.
Дори след окончателното падане на елинистическите градове под напора на засилващата се римска експанзия и през I в. пр. Хр. траките създават неприятности на римляните. От решаващо значение се оказва времето на Третата Митридатова война (74 – 65 г. Пр. Хр.) и Въстанието на Спартак (73 – 71 пр. н.е.). Въпреки постигането на победи, римляните успяват да сломят съпротивата само на отделни тракийски племена и държавни образувания, но не и да наложат трайно надмощието си над траките. Решаващ за траките се оказва периодът между 44 – 42 г. Пр. Хр., когато отслабена, гетската държава е разделена на пет части. Одриското царство обаче води своя политика, като след битката при Пидна през 168 г. пр. Хр. се превръща в римски съюзник и воюва на страната на римляните не само срещу външни врагове но и срещу други тракийски племена противници на Рим. От времето на Юлий Цезар нататък одриските царе постоянно се намесват военно в гражданската война в Рим. Доказателство за това е участието на сина на Одриския цар Котис III Садала, който командвал 500 конници на страната Помпей в битката при Фарсала, а така също участието на братята царе Раскупор и Раскос на страната съответно на Брут и Касий и на Октавиан Август и Марк Антоний в битката при Филипи през 42 г. Хр. След тази битка Одриското царство все повече сродява своята династия с династията на сродното тракийско племе Сапеи, също римски съюзници. След битката при Акциум през 31 г. пр. Хр., когато царя регент на Одриското царство от сапейския царски род Реметалк I участва със свои военни сили на страната на Марк Антоний, победителят в битката Октавиан Август пощадява Реметалк и му признава царската титла за което казва: „Обичам предателството не похвалвам предателите“. Приятелството между Одриското царство и Рим се засилва още повече в тези години и Реметалк макар и регент и вуйчо на малолетния Одриски цар Раскупорис III сече монети със своя образ и образа на Октавиан Август. Самочувствието на одриския владетел нараства още повече, че Раскупорис III навършва пълнолетие и управлява със своя вуйчо Реметалк I. В това време амбициите на одриските владетели са насочени към подчинението на Бесите което светилище Раскупорис иска да присвои за одриското царство. Това води до въстанието на жреца на Бесите на бог Дионис в 12 г. пр. Хр. против одриската власт. Срещу него е изпратена одриска войска, командвана от Раскупорис III и Реметалк I. Но по време на битката Раскупорис загива, а вуйчото Реметалк не удържа напора на въстаниците, които разбиват одриската войска и части от нея се разбягват, други дори преминават на страната на Вологес и въстаниците гонят Реметалк чак до Тракийския Херсонес, където той се скрива от гонещите го в един от дворците си. Това застрашава позициите на Рим и римския управител на провинция Македония Луций Калпурний Пизон Понтифекс с римски военни части от Памфилия нахлува в земите на Бесите и смазва въстанието на Вологес като помага на Реметалк отново да установи властта си над беските земи. След като Реметалк I умира през 14 г. след Христа, наследници на престола са сина му Котис III и брат му Раскупорис I, които плучават равни дялове от царството управлявано от Котис на юг от Стара планина и на север от нея от Раскупорис. През 19 г. Раскупорис убива Котис, а неговия син Реметалк III заел престола в 37 г. е убит в 44 г.
В своя цялостен обхват действията на римляните обаче водят до бавно превръщане на тракийските територии в римски провинции.
От 37 или 38 пр.н.е. до 45 г. траките на юг от Дунав попадат под римска власт.